# Laguna Purhuay
La laguna Purhuay es un depósito natural de agua dulce ubicada en la provincia de Huari, departamento de Áncash, Perú.

## Ubicación
Purhuay está localizada a una altitud de 3485 m s.n.m. en las alturas del distrito de Acopalca a 7 km de la ciudad de Huari, departamento de Áncash.

## Sitios arqueológicos
La laguna en el pasado, al igual que en el presente, abasteció de recursos naturales a las poblaciones asentadas en el lugar además de ser un lugar de rituales religiosos como lo evidencian respectivamente los sitios de Ishla Ranra y Llamacorral. Al este de la laguna, en la cima del cerro Huamantanga, se ubica el sitio de Ñawpamarca, considerado el más importante de la zona.

## Turismo
Cuenta con áreas de campamento, miradores y restaurantes ubicados en el extremo sur de la laguna, durante los fines de semana se llenan de visitantes para realizar deportes de Kayak por sus aguas y/o para saborear el delicioso ceviche de trucha con chilcano del mismo, acompañados de maíz tostado en aceite o manteca y ají molido.

## Galería de imágenes

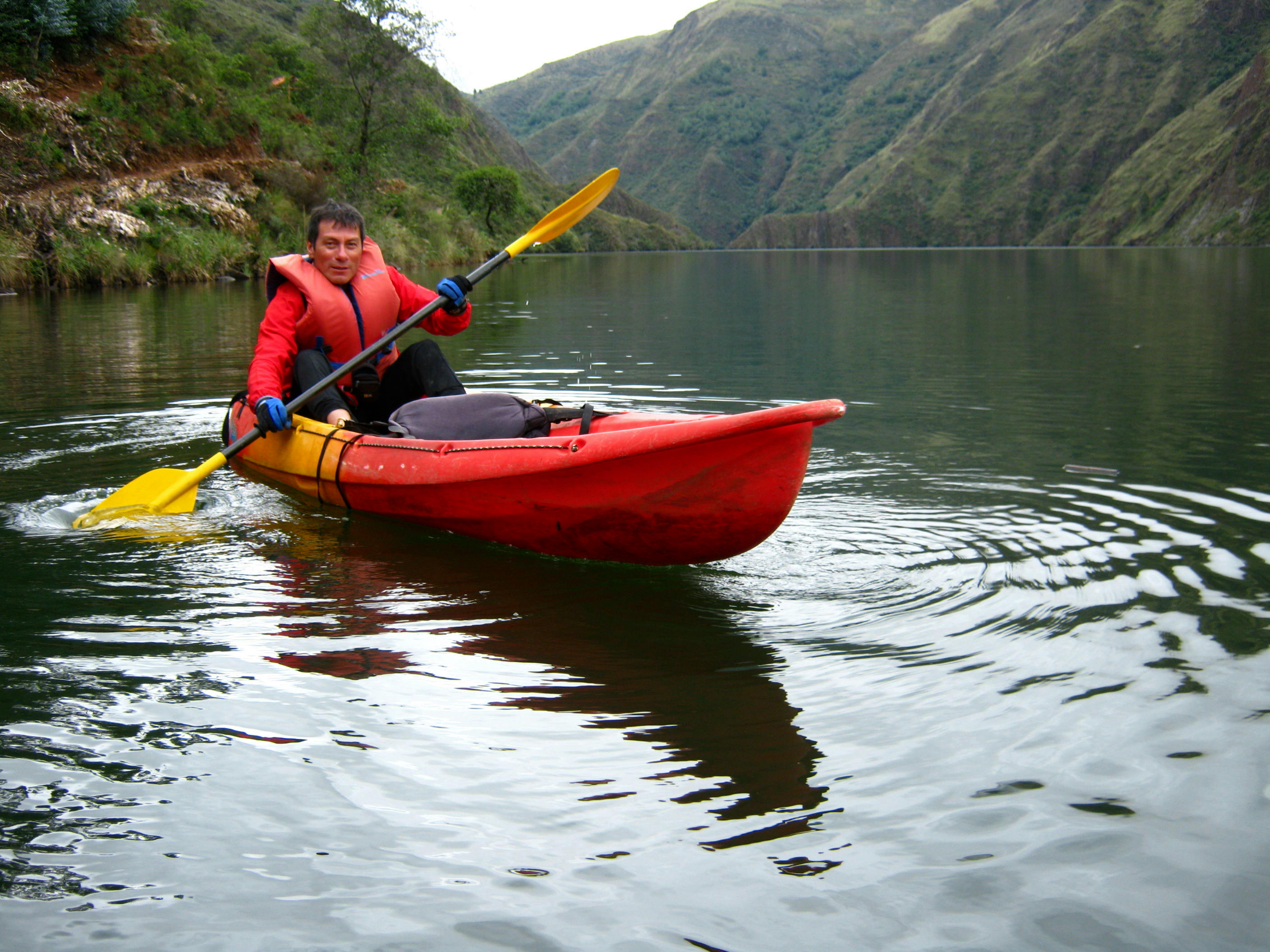
Kayak en la laguna Purhuay.
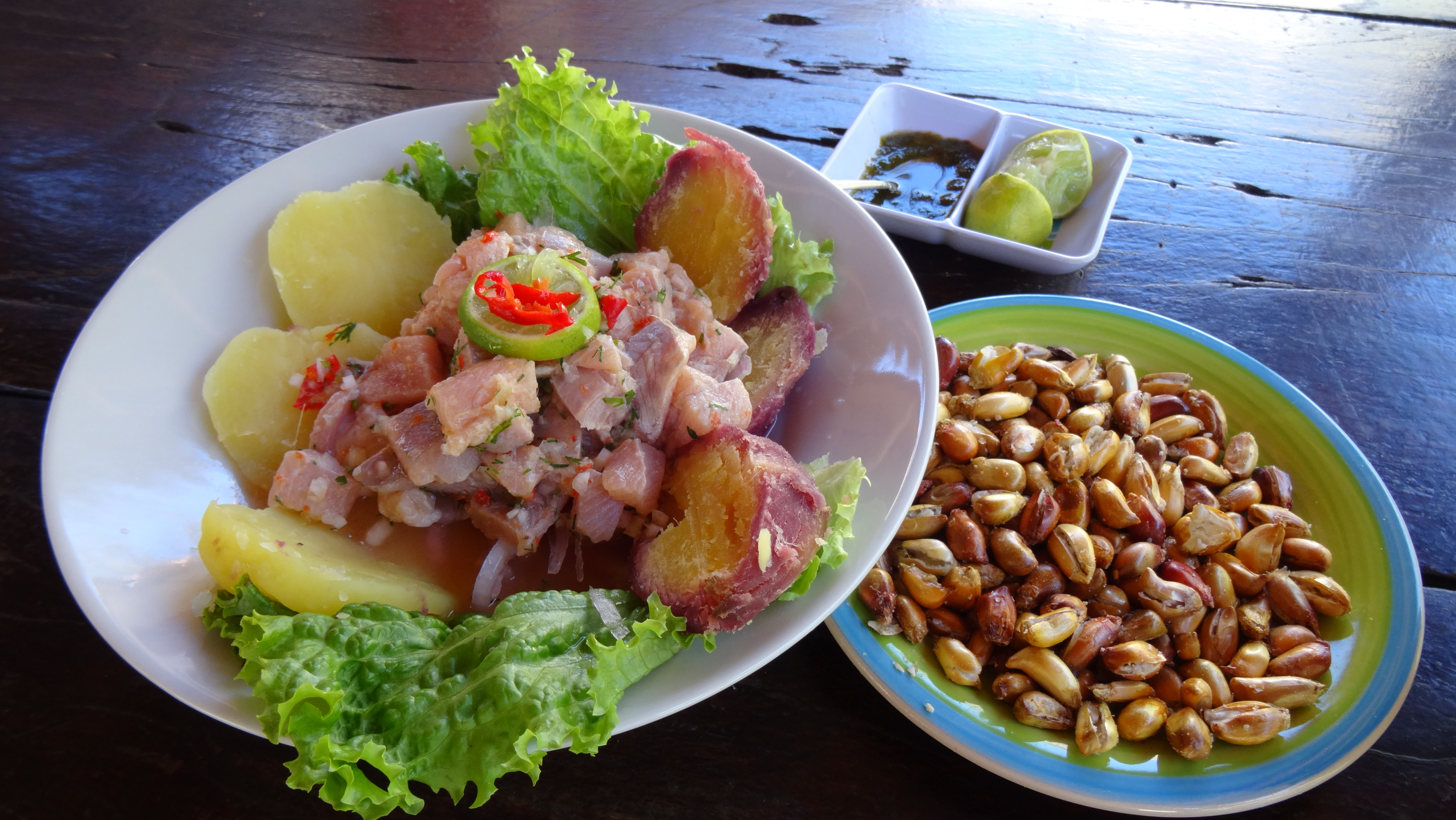
Ceviche de trucha acompañado de canchita tostada y ají.
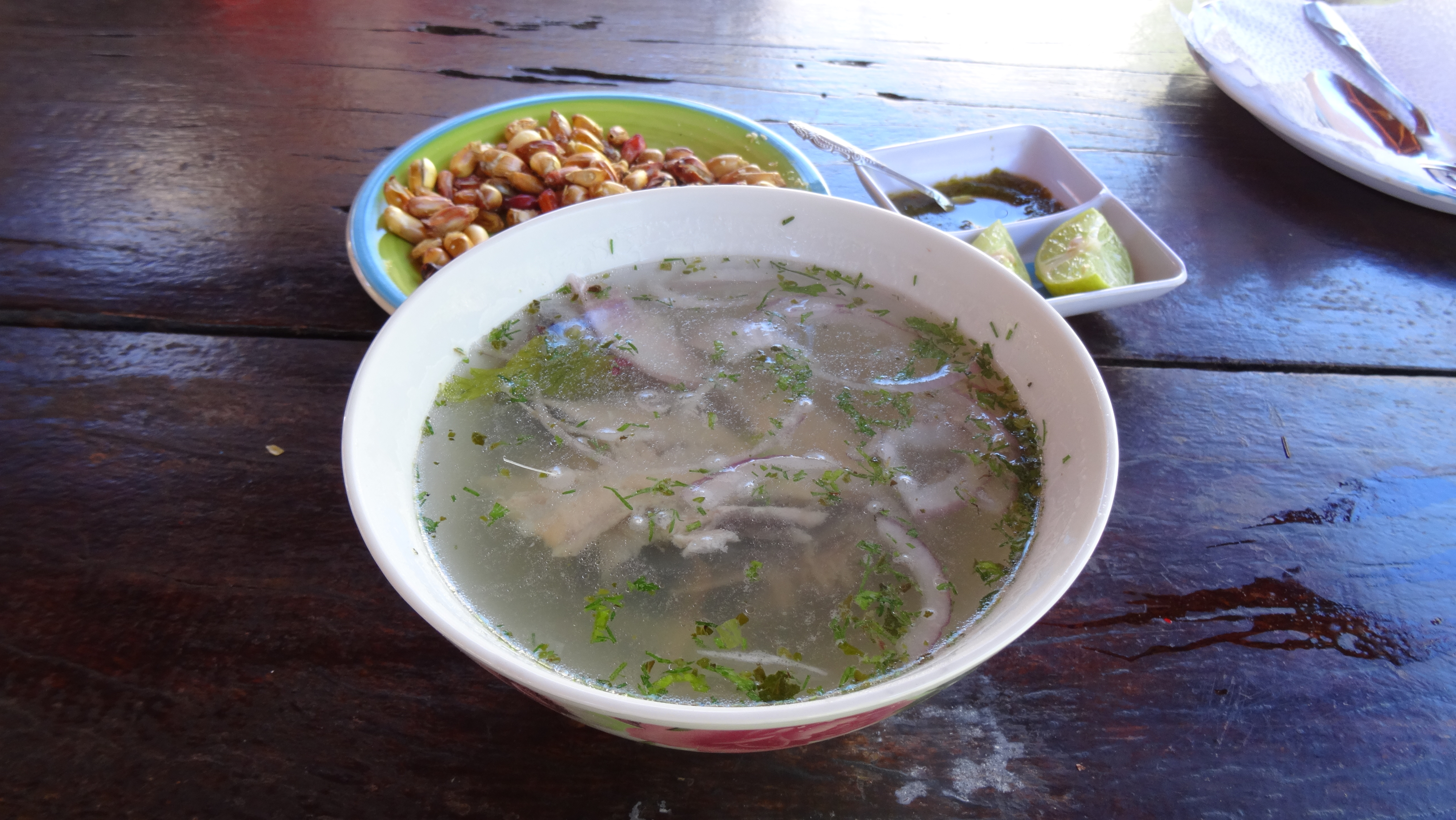
Chilcano de trucha acompañado de canchita tostada y ají.